# Vlkov (Tábori járás)
Vlkov település Csehországban, a Tábori járásban. Vlkov Val, Ponědrážka, Veselí nad Lužnicí és Drahov településekkel határos. Lakosainak száma 172 fő (2024. január 1.).

## Népesség
A település lakosságának változását az alábbi diagram mutatja:
| Lakosok száma | 268  | 277  | 342  | 311  | 241  | 152  | 159  | 163  | 166  | 172  |
|               | 1869 | 1890 | 1921 | 1950 | 1980 | 2001 | 2017 | 2019 | 2022 | 2024 |